# 拉沙佩勒-福兰维利耶
拉沙佩勒-福兰维利耶（法語：La Chapelle-Forainvilliers，法語發音：[la ʃapɛl fɔʁɛ̃vilje]）是法国厄尔-卢瓦省的一个市镇，位于该省北部，属于德勒区。该市镇总面积5.38平方公里，2009年时的人口为175人。

## 人口
拉沙佩勒-福兰维利耶人口变化图示